# Provincia Kamphaeng Phet
Kamphaeng Phet (în thailandeză กำแพงเพชร) este o provincie (changwat) din Thailanda. Situată în regiunea de Nord, provincia Kamphaeng Phet are în componența sa 11 districte (amphoe), 78 de sub-districte (tambon) și 823 de sate (muban). 
Cu o populație de 725.673 de locuitori și o suprafață totală de 8.607,5 km2, Kamphaeng Phet este a 34-a provincie din Thailanda ca mărime după numărul populației și a 22-a după mărimea suprafeței.